# Michel Boerebach
Michel Boerebach (Amsterdam, 27 de setembre de 1963) és un exfutbolista neerlandès. Ocupava la posició de migcampista.

## Trajectòria
Tret d'una temporada al Real Burgos, de la primera divisió espanyola, el migcampista va desenvolupar la seua carrera als Països Baixos. Va començar a destacar al Go Ahead Eagles, equip en el qual va romandre entre 1982 i 1987, sent titular. Fitxa després per la Roda JC, amb qui aconsegueix marcar 13 gols a la 88/89, que li val incorporar-se al PSV Eindhoven.
A l'equip d'Eindhoven, però, no hi té massa fortuna i l'any següent retorna al Roda. La temporada 92/93 passa pel Burgos i la temporada 93/94 fitxa pel FC Twente. En aquest conjunt milita durant tres temporades, tot destacant la 94/95, en la qual marca 12 gols. Entre 1996 i 1998 hi juga de nou amb el Go Ahead Eagles.